# Vicente de Paúl
San Vicente de Paúl (Pouy, actualmente llamado Saint-Vincent-de-Paul, Landas, 24 de abril de 1581 o Tamarite de Litera Huesca, 24 de abril de 1576 - París, 27 de septiembre de 1660) fue un sacerdote francés.
Fue una de las figuras más representativas del catolicismo en Francia del siglo XVII. En 1617 creó las Conferencias de la Caridad (hoy llamadas AIC). Fundó además la Congregación de la Misión, también llamada de Misioneros Paúles, Lazaristas o Vicentinos (1625) y, junto a Luisa de Marillac, de las Hijas de la Caridad (1633). Fue nombrado limosnero real por Luis XIII, función en la cual abogó por mejoras en las condiciones de los campesinos y aldeanos.
Realizó una labor caritativa notable, sobre todo durante la guerra de la Fronda que incrementó el número de menesterosos en su país.

Los pobres son nuestros señores y maestros. Maestros de vida y pensamiento. Junto a ellos la inteligencia se esclarece, el pensamiento se rectifica, la acción se ajusta, la vida se modela desde el interior.
Vicente de Paúl, en una de sus Conferencias a
 los Padres de la Misión y a las Hijas de la Caridad

Su festividad se celebra el 27 de septiembre. Es patrón desde 1883 de todas las asociaciones de caridad instituido por León XIII con motivo del 50 Aniversario de la fundación de las Conferencias de San Vicente de Paúl (SSVP) y considerado precursor del trabajo social.

## Vida

### Primeros años y ordenación sacerdotal

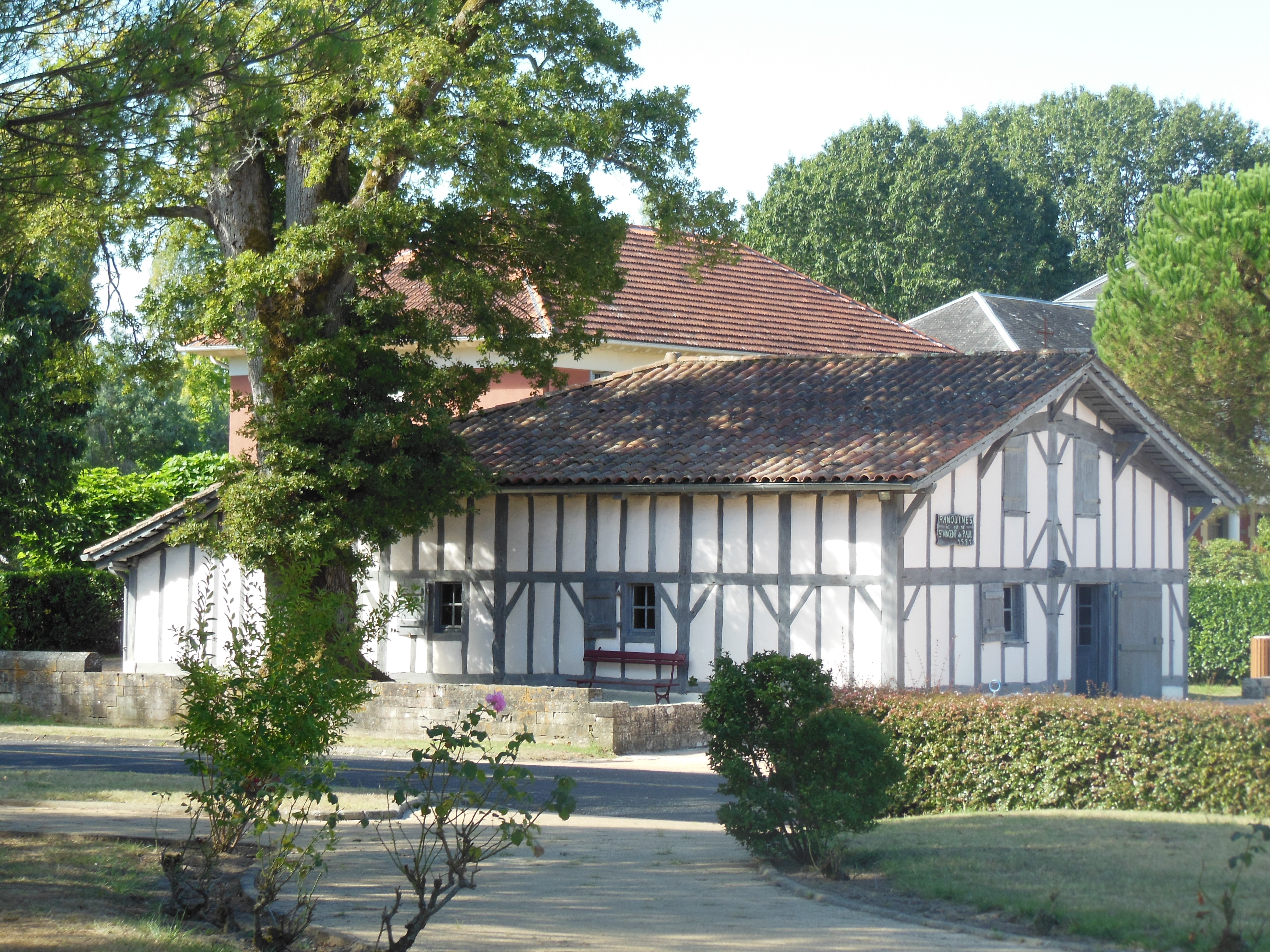
Ranquines, casa natal de Vicente de Paúl.

Nacido de Juan de Paúl y de Beltranda de Moras, originarios de Tamarite de Litera. No se sabe con seguridad su lugar de nacimiento, que está discutido entre Pouy y Tamarite de Litera (no existe registro de su nacimiento ya que la inscripción de partidas no se inició hasta 1648). Abelly dio como fecha de nacimiento el 1576, pero la mayoría de las biografías modernas decantan por aceptar la fecha de 1581, que no fue propuesta hasta 1920-1925 por Pedro Coste en París.
Según la teoría de Pouy, Vicente de Paúl nació en una pequeña casa rural en las afueras de la aldea de Pouy (que, desde el siglo XIX, se llama Saint-Vincent-de-Paul en su honor), a unos cinco kilómetros de la ciudad de Dax, en el departamento de las Landas, situado al suroeste de Francia. En el lugar de su nacimiento, conocido hoy como Berceau de Saint Vincent.
Según la teoría de Tamarite, los gentilicios Paúl, y Moras/Mora son frecuentes en el Alto Aragón[cita requerida], y los infanzones de Aragón utilizaban la partícula "de" en sus apellidos. No existe registro de su nacimiento ya que todos los registros fueron quemados en 1936 durante la guerra civil española. El biógrafo oficial Luis Abelly viajó a Pouy cuatro años después de la muerte de San Vicente y no pudo encontrar ningún dato sobre los abuelos[cita requerida], ni siquiera sus nombres de pila, lo que induce a pensar que no era originarios de la zona, y que los habitantes de Pouy decidieron callar su origen aragonés, a fin de asignarse la gloria de ser el lugar de nacimiento[cita requerida]. Abelly dio como fecha de nacimiento el 1576, pero la biografía actual acepta la fecha de 1581, que no fue propuesta hasta 1920-1925 por Pedro Coste en París. La primera noticia del establecimiento de los padres en Pouy es de 1581, que ser correcta la fecha de Abelly sería cinco años después del nacimiento de San Vicente. En Tamarite hay una calle dedicada a su nombre.
Era el tercero de seis hermanos. La modesta condición de la familia hizo que muy pronto el niño Vicente tuviera que contribuir con su trabajo de pastor de ovejas y de cerdos a la economía familiar. Pronto también dio muestras de una inteligencia despierta, lo que llevó a su padre a pensar que podía hacer una carrera eclesiástica. Cursó estudios primarios y secundarios en Dax, y posteriormente filosofía y teología en Toulouse durante siete años. Estudió también en Zaragoza. Fue ordenado sacerdote muy joven, a los veinte años, con la intención de ser párroco de inmediato y así poder ayudar a su familia.

### Origen de su vocación por los pobres

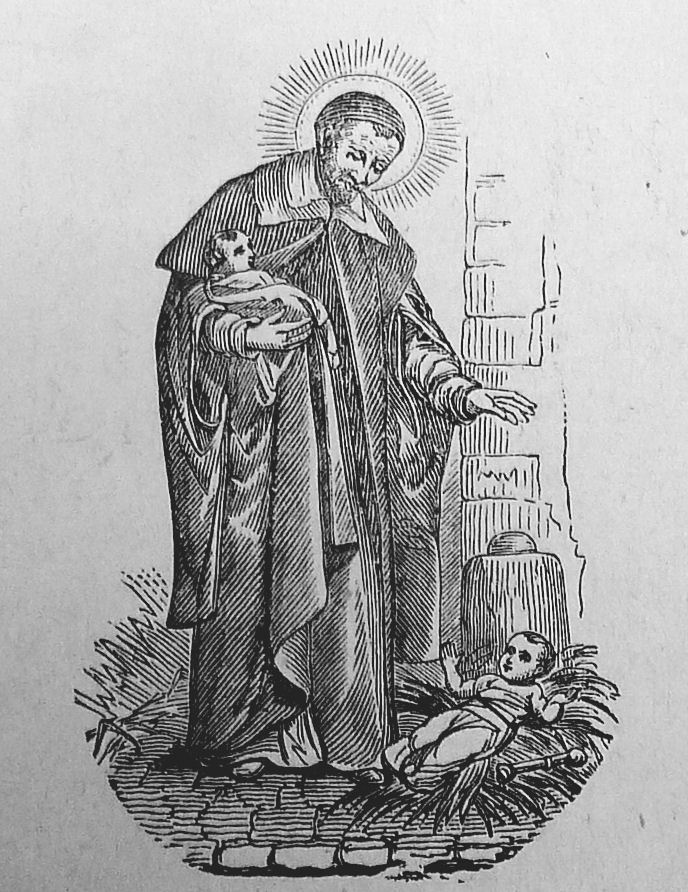
San Vicente en las calles de París, con sus niños. Grabado,.

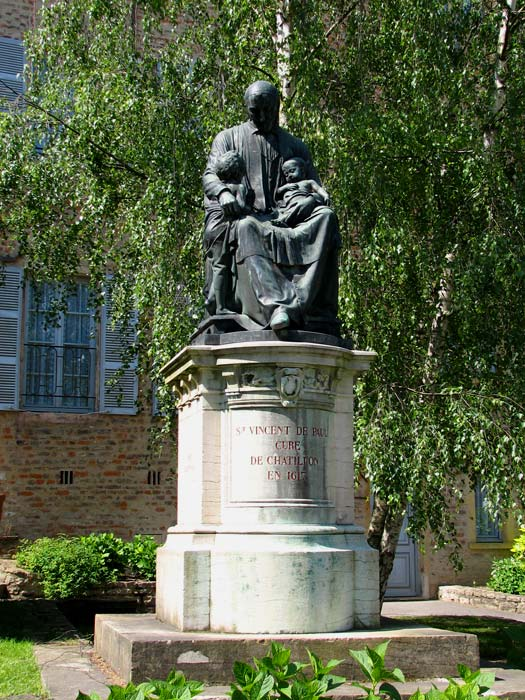
Monumento a San Vicente de Paúl, por Emilien Cabuchet. Châtillon-sur-Chalaronne, departamento de Ain, en el distrito de Bourg-en-Bresse.

Una serie de peripecias no muy bien conocidas dio con él a los treinta años en París, donde encontró inicialmente algunas pequeñas ocupaciones sacerdotales, hasta que por recomendación de un prestigioso amigo sacerdote, Pedro de Berulle, posteriormente cardenal, entró en 1613 en la importante casa de los señores de Gondi como preceptor de los niños y posteriormente director espiritual de la señora.
Los viajes por las tierras de los Gondi llevaron a Vicente a un conocimiento de primera mano de las lastimosas condiciones de vida materiales y espirituales de la población campesina, y también del clero parroquial que les atendía con serias deficiencias. Esta experiencia y su propia evolución espiritual, cuyos perfiles exactos nos son poco conocidos, le ayudaron a tomar la decisión de dedicar su vida sacerdotal a la evangelización y redención de la población campesina y a la formación de sus sacerdotes, línea que mantendría hasta su muerte en 1660, a los ochenta años.
Su visión, limitada en sus comienzos a la población campesina, se fue ampliando progresivamente hasta incluir a condenados a galeras, enfermos, pobres, niños abandonados, soldados heridos, esclavos, ancianos desamparados, mendigos, refugiados de guerra o nativos paganos de Madagascar. Movilizó para ello a sacerdotes (Congregación de la Misión, Conferencias de los martes), a hombres y mujeres de la nobleza, de la burguesía y del pueblo llano (cofradías parroquiales de caridad y Damas de la Caridad), a jóvenes campesinas (Hijas de la Caridad); a todos ellos intentó contagiar con su propia visión del Evangelio y su experiencia cristiana, basada en las palabras mismas de Jesucristo en el Evangelio de san Lucas 4, 18: "El Señor me ha enviado a anunciar la Buena Noticia a los pobres, la liberación a los cautivos, la vista a los ciegos, la libertad a los oprimidos".

### La Congregación de la Misión y las Hijas de la Caridad

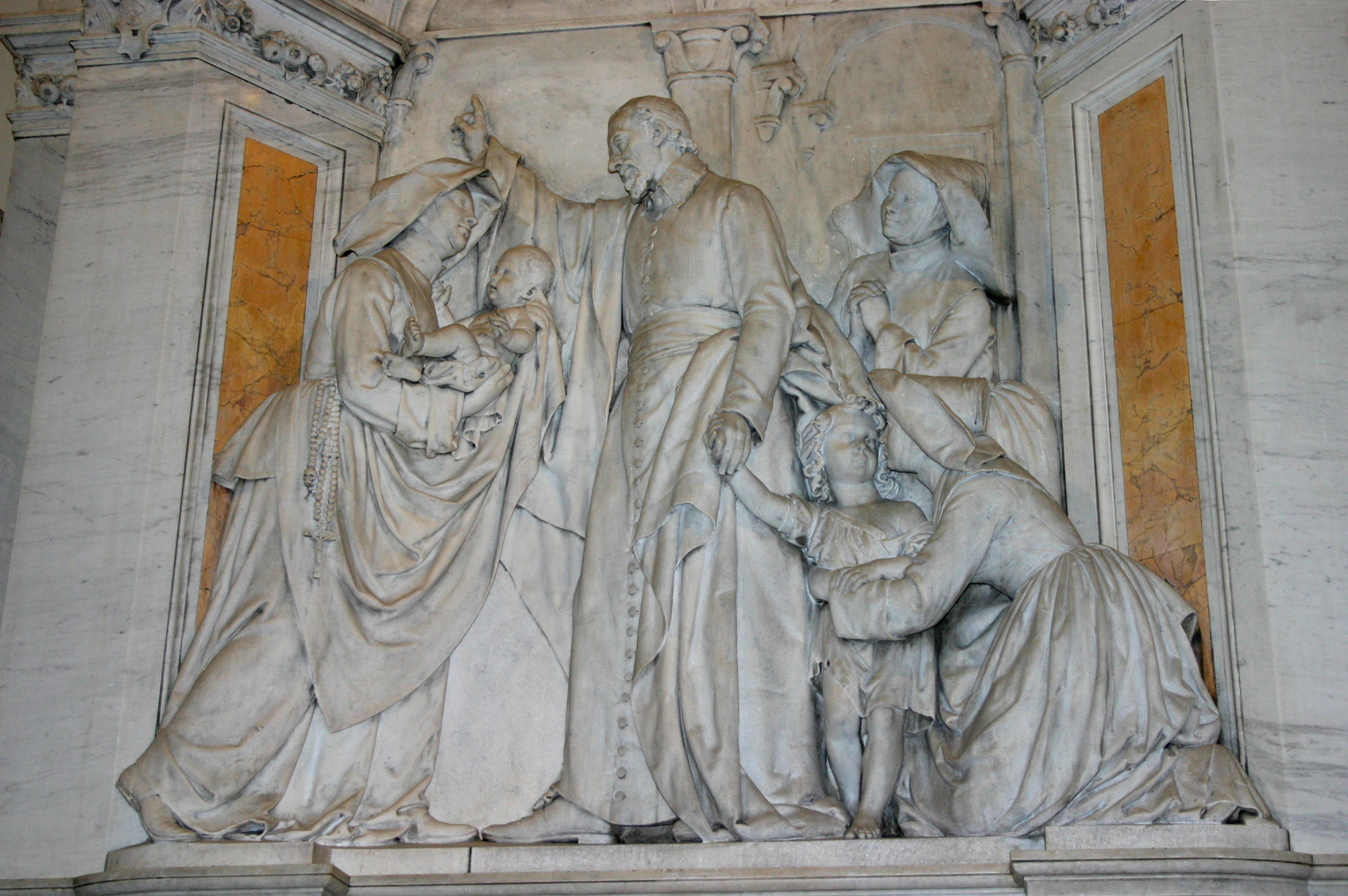
San Vicente de Paúl y Santa Luisa de Marillac (1858-1860), obra de Giovanni Pandiani ubicada en la capilla de San Vicente en la iglesia de San Carlo al Corso, en Milán.

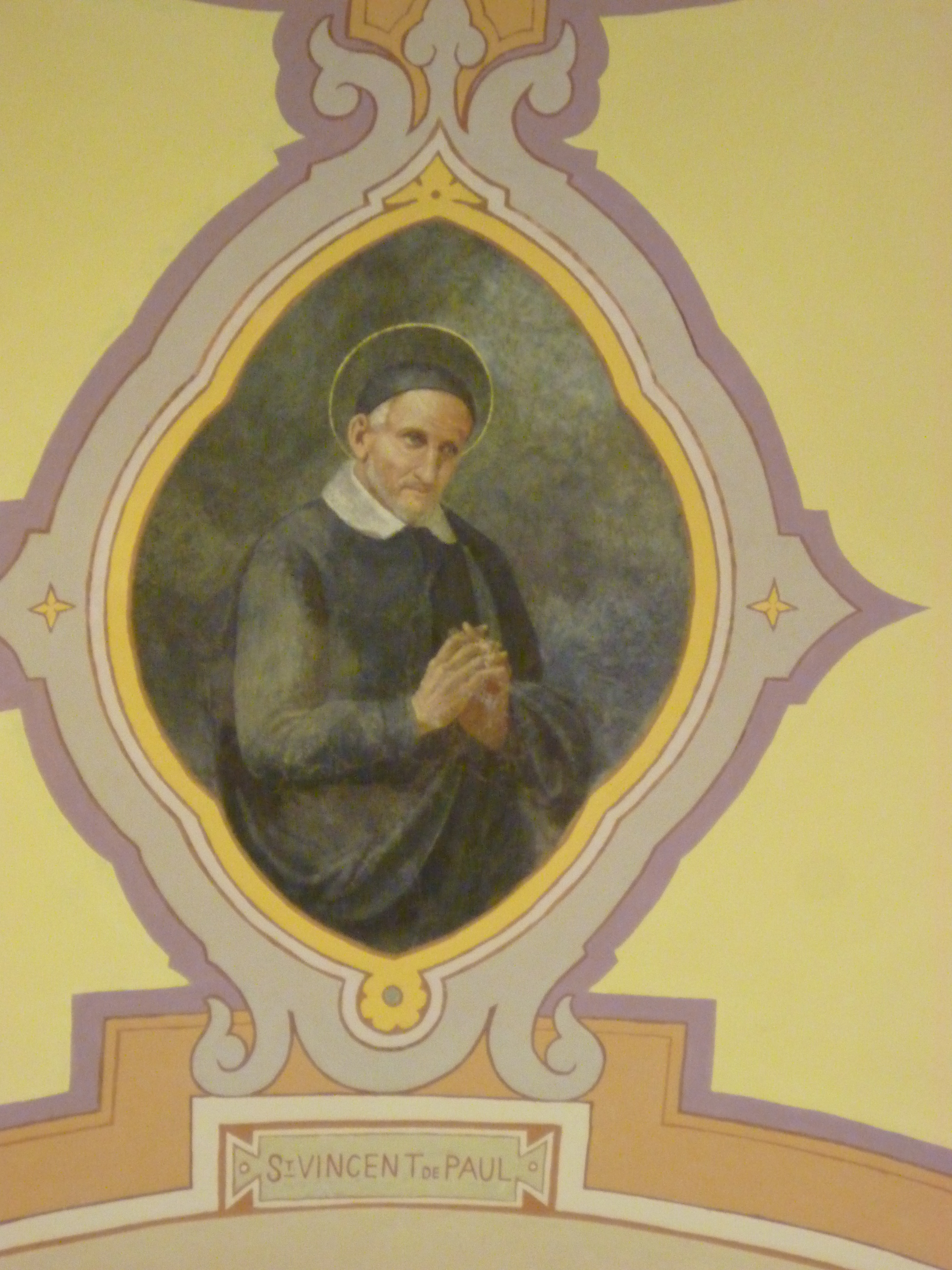
Fresco de San Vicente de Paúl, en la sala de conferencias de la biblioteca regional en Aosta.

Vicente de Paúl fundó la Congregación de la Misión en 1625, gracias a una suma de dinero que los Gondi pusieron a su disposición el 17 de abril de ese año.
En 1633, junto con Luisa de Marillac, fundó la Compañía de las Hijas de la Caridad. Con Luisa a su lado, actuó como superior general, presidiendo los frecuentes consejos, redactando una regla y resolviendo la base jurídica, un tanto revolucionaria, que haría de la Compañía una fuerza apostólica poderosa en los años venideros. Durante su vida, se erigieron más de 60 casas entre Francia y Polonia. Después, la Compañía llegó a ser una de las más grandes congregaciones de la Iglesia católica. La Congregación de María se extendió no solo por Francia y Polonia, sino además por Italia, Irlanda, Escocia, Túnez y Madagascar, Argelia, las Hébridas y las Orkneys. Ejerció como superior general de la Congregación hasta su muerte, celebrando reuniones regulares del consejo, escribiendo sus reglas, dirigiendo las asambleas generales y resolviendo cantidad de problemas fundacionales, como conseguir la aprobación de la Congregación por la Santa Sede, decidir si se debían hacer votos, determinar cuáles debían pronunciarse y cuál debía ser su contenido.
En el proceso de guiar a los grupos que fundó, Vicente mantuvo una profusa correspondencia de más de 30 000 cartas, de las que solamente se conserva un diez por ciento. Dio frecuentes conferencias a la Congregación de la Misión y a las Hermanas. Únicamente se conserva un pequeño número de ellas y éstas son simplemente referencias de los copistas sobre lo que él decía. También dio conferencias a las religiosas de la Visitación, años de su vida se encargó de la fundación de seminarios para el clero diocesano, obra que describió como "casi igual" y en otras ocasiones "igual" a la de las misiones. Llegó a fundar veinte.

### La obra vicentina

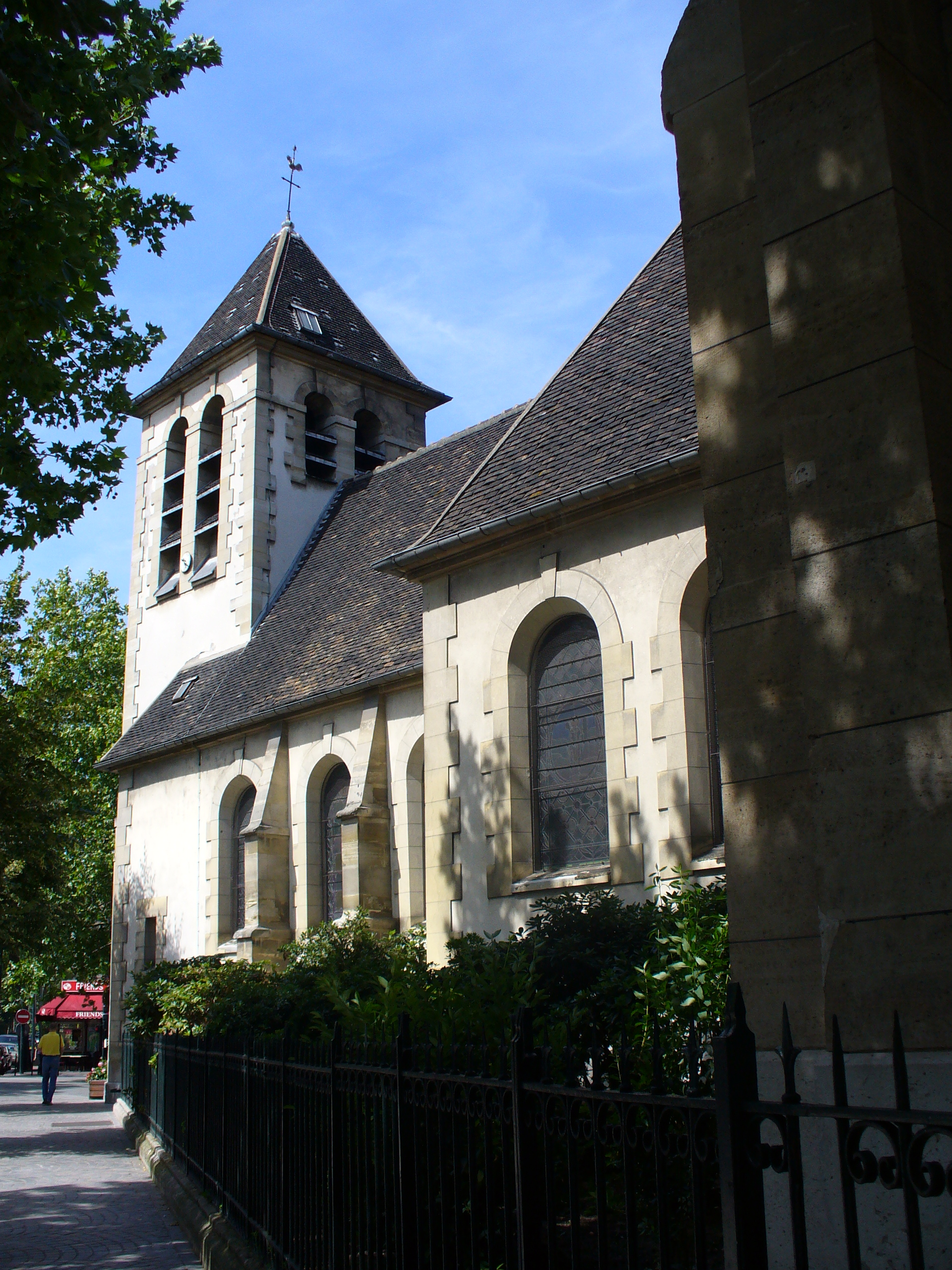
Iglesia San Vicente de Paúl, en Clichy (Altos del Sena).

En 1638, se encargó de la obra de los niños expósitos. Más de 300 eran abandonados anualmente en las calles de París. Según los casos, asignaba un número de Hijas de la Caridad a la obra y tuvo 13 casas para recibirlos. Cuando, en 1647, esta obra estuvo en peligro, la salvó dirigiendo una elocuente llamada a las Damas de la Caridad para que vieran a los expósitos como a sus hijos.
A partir de 1639, Vicente comenzó a organizar campañas para socorrer a los que sufrían por la guerra, las plagas y el hambre. Uno de los ayudantes de Vicente, el Hermano Mateo Regnard, hizo 53 viajes, atravesando las filas del enemigo disfrazado, llevando dinero de Vicente para auxilio de los que se encontraban en zonas de guerra.
De 1643 a 1652 sirvió en el Consejo de Conciencia, cuerpo administrativo selecto que aconsejaba al rey en lo referente a la elección de obispos. Al mismo tiempo fue amigo y a menudo, consejero, de muchos de los guías espirituales de su tiempo. En el año 1648, luego de la guerra de los Treinta Años, tiene lugar la guerra de la Fronda como resultado de la cual la pobreza azotó cruelmente París y otras poblaciones de Francia.

De las consecuencias de la devastación de la Guerra de la Fronda, por ejemplo, se pueden encontrar relatos hechos a través de cartas a Vicente de Paúl, enviadas por los misioneros de la Congregación de la Misión – padres Paúles. Dicen ellos: «Acabamos de visitar 35 aldeas del decanato de Guisa donde encontramos cerca de 600 personas, cuya miseria es tan grande, que se lanzan sobre perros y caballos muertos, después incluso de que los lobos hayan saciado el hambre. Solamente en Guisa hay más de 500 enfermos resguardados en huecos y en cavernas, lugares más apropiados para albergar animales que personas humanas».

Los movimientos de insurrección se extendieron hasta 1653. Con cerca de 70 años de edad, Vicente de Paúl organizó ingentes programas de socorro que repartían sopa dos veces al día a miles de pobres en San Lázaro y alimentaban a miles más en las casas de las Hijas de la Caridad. Organizó colectas, llegando a recoger cada semana de 5 a 6 mil libras de carne, de 2 a 3 mil huevos y provisiones de ropa y utensilios.

### Muerte

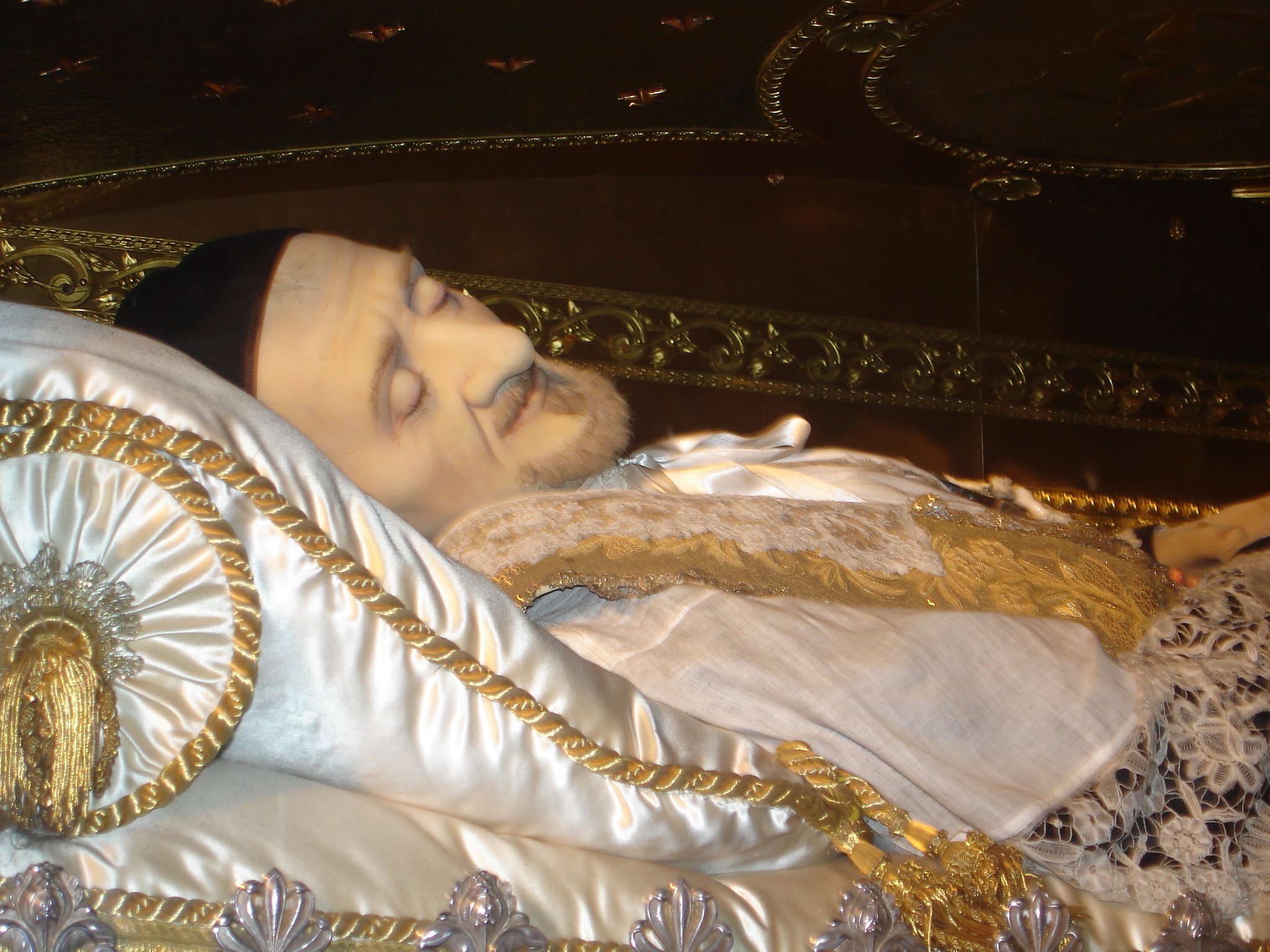
Reliquias de Vicente de Paúl, en París.

En junio de 1660, las fuerzas de Vicente de Paúl comenzaron a flaquear, hasta su muerte en París el 27 de septiembre de ese año. Henri de Maupas du Tour, predicador de su funeral, declaró: "Poco le faltó para cambiar la faz de la Iglesia". Sus reliquias se conservan en la Capilla que lleva su nombre, ubicada en 95, rue de Sèvres en el distrito 6 de París, la cual también es la sede actual de los sacerdotes lazaristas de la Congregación de la Misión.
Fue beatificado el 13 de agosto de 1729, y canonizado el 16 de junio de 1737. Su festividad se celebra el 27 de septiembre.
San Vicente de Paúl ha tenido varios reconocimientos, varios hospitales, orfanatos, asilos, colegios y universidades como la DePaul University, Chicago en Estados Unidos llevan su nombre o están bajo su patronazgo. En 1947 en Francia fue producida la famosa película Monsieur Vincent que contaba la vida del santo, su protagonista fue Pierre Fresnay que dio vida al personaje.

## El corazón de San Vicente
A la muerte de San Vicente de Paúl, su corazón fue extraído y puesto en una urna que aún se conserva en la casa madre de las Hijas de la Caridad en París en el rue de Bac, lugar de las apariciones de la Virgen Milagrosa. Santa Catalina Labouré, la vidente de la virgen de la medalla Milagrosa, asegura en sus escritos haber visto en una aparición el Corazón de San Vicente de tres colores distintos. 
La devoción al corazón del Padre de los Pobres ha suscitado mucha veneración, en el año 2017 durante el Simposio de la Familia Vicentina por los 400 años de la fundación del carisma, el relicario que contiene el corazón de San Vicente fue llevado hasta el Vaticano en Roma, donde el papa Francisco oró en silencio. 

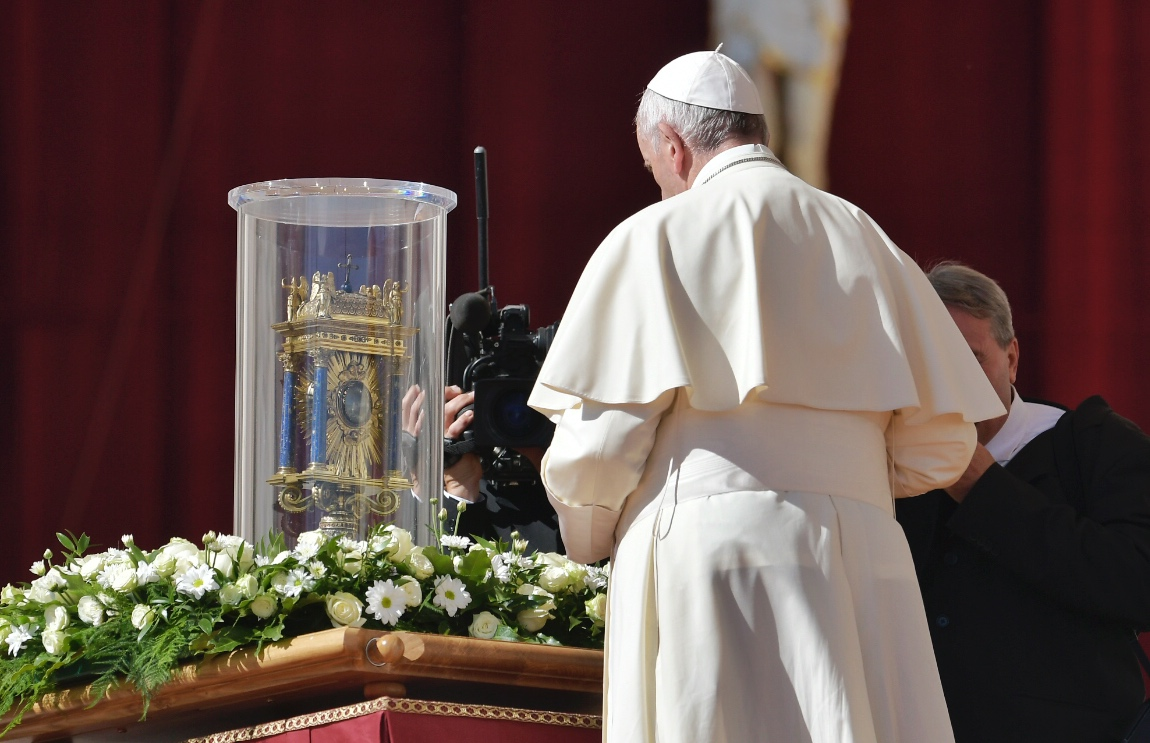
Papa Francisco orando ante el corazón de San Vicente de Paúl durante el simposio de la Familia Vicentina en Roma (2017)

## Principales fechas de su vida
- 1581: Nace Vicente de Paúl, en Pouy, cerca de Dax, en el departamento francés de las Landas. Es el tercer hijo de la familia de Paúl-Moras.
- 1595: Vicente sale de Pouy para ir a Dax, donde vivirá en casa del Señor de Comet, abogado en Dax y juez en Pouy. Cursa estudios en el colegio de los Franciscanos.
- 1596: Vicente inicia sus estudios teológicos en Zaragoza y Toulouse.
- 1600: El 23 de septiembre recibe la ordenación sacerdotal en Chateau-l'Evêque, dice su primera misa en Buzet y es nombrado párroco de Tilh.
- 1610: Vicente de Paúl pasa a formar parte del grupo de limosneros en la Corte de Margarita de Valois.
- 1612: El 2 de mayo toma posesión de la parroquia de Clichy.
- 1613: Entra como preceptor en la ilustre familia de los Gondi.
- 1617: Por dos veces en Gannes y en Chatillón-les-Dombes, Vicente se encuentra con la pobreza espiritual y material y decide cambiar de vida para tomar el partido de los pobres.
- 1619: El 8 de febrero, Vicente recibe el nombramiento de Capellán real de las Galeras.
- 1620: Las Misiones rurales y las Cofradías de la Caridad se multiplican.
- 1623: Con ocasión de una misión predicada en las galeras atracadas en Burdeos, Vicente vuelve, por última vez a su tierra natal.
- 1625: El 17 de abril, Vicente firma el contrato de fundación de la Congregación de la Misión.
- 1628: En Beauvais Vicente predica a los ordenados unos ejercicios espirituales, a raíz de los cuales se dedicará activamente a la formación del clero.
- 1633: El 29 de noviembre, Vicente de Paúl y Luisa de Marillac, fundan la Compañía de las Hijas de la Caridad, siervas de los pobres enfermos.

Las Conferencias de los Martes, organizadas por Vicente de Paúl, congregan regularmente a los miembros más destacados del clero de aquel tiempo.
- 1638: Vicente de Paúl se hace cargo de la Obra de los niños expósitos.
- 1639: Envía a las Hijas de la Caridad al Hospital de Angers y organiza la ayuda para la región de Lorena, destrozada por la guerra.
- 1640: Vicente de Paúl emprende gestiones ante Richelieu, a favor de la paz.
- 1643: Vicente recibe el nombramiento como miembro del Consejo de Conciencia. Ha asistido en sus últimos momentos al Rey Luis XIII.
- 1646: Se establecen los Misioneros, Sacerdotes de la misión, en Túnez y Argel para rescatar esclavos cristianos.
- 1648: Vicente de Paúl envía a sus primeros misioneros a Madagascar.
- 1649: Emprende gestiones urgentes ante la Reina Ana de Austria y ante Mazarino a favor de la paz.
- 1651: Vicente de Paúl encamina ayudas a las regiones de Picardía, Champaña e Isla-de-Francia, devastadas por la guerra.
- 1660: El 15 de marzo muere Luisa de Marillac. El 27 de septiembre, al amanecer, fallece Vicente de Paúl.